# لاریم (جویبار)
لاریم، روستایی در دهستان لاریم شمالی بخش لاریم شهرستان جویبار در استان مازندران ایران است. این روستا، مرکز بخش لاریم است.

## پیشینه نام و پیشینه
پیشینه نام لاریم به تناسب اقلیم و آب‌وهوای مطلوب و معتدل و نشاط‌ آور به «لار» و به لحاظ نزدیکی به دریا «یم» گفته شده که کم‌کم به لاریم مبدل گشت و لاریم به معنی منطقه خوش آب‌وهوا که در کنار دریا واقع شده‌است می‌گویند.
از لحاظ تاریخی از سفالینه‌های بدست آمده و تپه‌های باستانی موجود، لاریم قدمتی طولانی داشته که بقایای سفالینه در امتداد رودخانه سیاهرود در منطقه لاریم دهنه و تپه دین بن گواه این مطلب هست همچنین لاریم در گذشته به خاطر داشتن شکارگاه و مناظر بکر مورد توجه بوده که برای نمونه می‌توان از سفرنامه ناصرالدین شاه به مازندران و تعریف و تمجید از لاریم توسط ناصرالدین شاه اشاره کرد.

## جمعیت
بر پایه سرشماری عمومی نفوس و مسکن در سال ۱۳۹۵، جمعیت این روستا برابر با ۵٬۳۰۰ نفر (۱٬۷۹۷ خانوار) بوده‌است.